# Chatka i baza namiotowa w Zawadce Rymanowskiej
Chatka i baza namiotowa w Zawadce Rymanowskiej to obecnie główna baza SKPB Lublin. Dzięki dotacji z PTTK 18 lipca 1998 r. w miejscowości Zawadka Rymanowska zakupiono połemkowską chatę, której udało się przetrwać Akcję „Wisła”. Mimo że stara łemkowska chyża była w dość dobrym stanie, wymagała przeprowadzenia pewnych robót remontowych. Stała się miejscem zakończenia corocznego jesiennego rajdu „Beskid Niski”.
W lecie (tj. lipcu i sierpniu) prowadzona jest baza namiotowa zrzeszona w Unii Baz. Oprócz samej chałupy, na 0,5 ha powierzchni znajduje się równie zabytkowy co chyża spichlerzyk, który znacząco zwiększa możliwości noclegowe bazy.
Zawadka może stanowić punkt wypadowy np. dla wycieczek pieszych na Piotrusia, Chyrową, Cergową, czy Kilanowską. W zasięgu wycieczki jednodniowej znajduje się pustelnia św. Jana z Dukli oraz sama Dukla z barokowymi zabytkami oraz słynne miejscowości uzdrowiskowe – Iwonicz-Zdrój i Rymanów-Zdrój.

## Piesze szlaki turystyczne
Stasiana – Piotruś – Zawadka Rymanowska – Cergowa (dojście do  Głównego Szlaku Beskidzkiego) – Dukla